# Флаг Гольянова
Флаг внутригородского муниципального образования муниципального округа Голья́ново в Восточном административном округе города Москвы Российской Федерации — опознавательно-правовой знак, служащий официальным символом муниципального образования.
Ныне действующий флаг утверждён 25 марта 2004 года и внесён в Государственный геральдический регистр Российской Федерации с присвоением регистрационного номера 10341.

## Описание
«Прямоугольное двухстороннее полотнище голубого цвета с отношением ширины к длине 2:3, несущее вдоль верхнего края полосу зелёного цвета шириной 3/10 ширины полотнища. В середине полотнища изображены фигуры из герба муниципального округа Гольяново: два плывущих друг над другом белых гольяна, а над ними княжеская шапка поверх границы частей полотнища».

## Обоснование символики
История нынешнего муниципального округа начинается в 1662 году, когда в селе была построена церковь святых Зосимы и Савватия, Соловецких чудотворцев. По дозорным книгам Патриаршего казённого приказа 1680 года село Гольяново — присёлок государева дворцового села Покровского Васильцова уезда Радонежской десятины. Царём Алексеем Михайловичем в Гольянове был построен первый свечной завод.
Первые документальные сведения о Гольянове восходят к 60-м годам XVII века. Гольяново стояло на древней Хомутовской дороге, которая вела из Москвы к великокняжеским бортям (пасекам) на реке Клязьме.
Селом первоначально ведал Приказ Большого дворца, а затем — Императорская вотчинная контора. С 1765 года присёлок с окрестными деревнями перешёл в ведение Главной дворцовой канцелярии. Гольяново не считалось доходным, и в начале XIX века оно оказалось в руках частных владельцев. В 1805 году присёлок достался роду Сергеевых, с 1811 года Гольяново значится за надворным советником князем Иваном Николаевичем Трубецким, который владел и окрестными деревнями — Абрамцево, Лукино, Суково и бывшим дворцовым присёлком Никольским. К середине XIX века село с деревнями перешло от Ивана Николаевича Трубецкого его жене Наталье Сергеевне. Вскоре Гольяново с окружающими деревнями отошло её сыну Петру Николаевичу, известному сенатору.
Княжеская шапка во флаге округа аллегорически напоминает о том, что в далеком прошлом территория округа находилась во владении князей Трубецких.
Рыбы указывают на одну из версий о происхождении названия села, которая гласит, что гольяны (рыбки из семейства карповых) когда-то в изобилии водились в местных водоёмах.
Голубой цвет (лазурь) — символ возвышенных устремлений, искренности, преданности, возрождения.
Зелёный цвет символизирует весну и природу, здоровье, молодость и надежду.
Белый цвет (серебро) — символ чистоты, открытости, божественной мудрости, примирения.
Малиновый цвет (пурпур в изображении княжеской шапки) — символ власти, славы, почёта, благородства происхождения, древности.

## История
Первый флаг муниципального образования Гольяново был утверждён 2 сентября 2003 года решением муниципального Собрания «Гольяново» № 9/4 «О муниципальной символике».

### Описание
«Флаг муниципального образования Гольяново представляет собой двустороннее, прямоугольное полотнище с соотношением сторон 2:3.
Полотнище состоит из нижней голубой полосы, ширина которой составляет 1/2 ширины полотнища и двух прямоугольных равновеликих верхних частей: прилегающей к древку жёлтой и зелёной.
В центре жёлтой части помещено изображение красной княжеской шапки. Габаритные размеры изображения составляют 1/4 длины и 3/8 ширины полотнища.
В центре зелёной части помещено изображение жёлтого лося, обращённого к древку. Габаритные размеры изображения составляют 1/4 длины и 3/8 ширины полотнища.
В центре голубой полосы помещено изображение двух белых гольянов, один над другим. Габаритные размеры изображения составляют 5/12 длины и 3/8 ширины полотнища».

### Обоснование символики
Красная княжеская шапка символизирует принадлежность, располагавшегося в XVII веке на территории муниципального образования, села Гольянова к вотчине царя Алексея Михайловича. Впоследствии село принадлежало князьям Сергеевым (1805 год) и Трубецким (1811 год).
Золотой лось символизирует главное богатство муниципального образования лес, часть государственного природного парка «Лосиный Остров».
Серебряные рыбки символизируют водившихся в изобилии в местных водоёмах небольших рыбок-вьюнов, именовавшихся «гальянами». По устоявшейся версии, название рыбок перешло в наименование села, а затем и муниципального образования.